# Fourth Party Logistics
Fourth Party Logistics Provider (Abkürzung: 4PL-Provider, zu deutsch Viert-Partei-Logistikdienstleister) sind Dienstleister, die die logistischen Abläufe eines Unternehmens koordinieren, ohne für die Abwicklung eigene Sachwerte einzubringen.

## Konzept des 4PL-Providers
Fourth-Party-Logistics beschreibt in der Logistik das Konzept eines Logistikdienstleisters, der keine eigenen Sachwerte (also keine eigenen Fahrzeuge, Lagerhallen oder anderweitige logistische Ausrüstungen) besitzt oder im speditionellen Sinne hiermit handelt, aber die Koordination und Zusammenfassung von Dienstleistungsangeboten verschiedener Logistikdienstleister übernimmt. Die konkrete Aufgabe eines 4PL-Providers besteht also darin, ohne eigene Betriebsmittel die Steuerungs- und Integrationsfunktion innerhalb der Supply Chain zu übernehmen und die Effizienz der Lieferkette zu steigern. Insofern agiert ein 4PL-Provider in der Funktion eines neutralen Mittlers zwischen dem Auftraggeber und den verschiedenen Dienstleistern, der versucht (zum Vorteil des Auftraggebers) die verschiedenen Dienstleistungsangebote in einem Gesamtpaket zu optimieren.
Da diese Koordination kontinuierlich mit dem Ziel der weiteren Optimierung durchzuführen ist, müssen 4PL-Provider über eine gut ausgebaute IT-Struktur verfügen. Nur so kann die Integration unterschiedlicher Dienstleistungen umgesetzt werden. Ferner ist auch ein solides Branchen- und Praxiswissen nötig, da die jeweils vorliegenden Geschäftsspezifika berücksichtigt werden müssen. Ein 4PL hat keine Hardware. Er steht mit Beraterfunktion zur Seite.

## Entwicklung
Der Anteil an fremdvergebenen Leistungen in der Logistik ist kontinuierlich gewachsen. Als Folge dessen sind die großen Logistikdienstleister, die sowohl die klassischen Transport-, Umschlag- und Lagerdienstleistungen (TUL) als auch Mehrwertdienstleistungen anbieten, zu einer etablierten dritten Partei zwischen Kunde und Lieferant erwachsen. Diese Third-Party-Logistics-Anbieter (3PL) betreiben und steuern teilweise die gesamte Logistikkette ihrer Kunden, oft mit zum großen Teil eigenen Assets, wie beispielsweise Fahrzeugen und Lagerhallen. 
Im Zuge umfassender Outsourcing-Gedanken und im Bestreben um schnelle Kostenreduzierungen wird aktuell verstärkt die Auslagerung der Planungs- und Optimierungsfunktionen in Unternehmen diskutiert. Diese Diskussion knüpft an den 4PL-Gedanken an: Eine vierte unabhängige Partei übernimmt im Auftrag des Kunden die Optimierung, Integration und Steuerung der Logistikkette und somit auch die Auswahl und Beauftragung der 3PL-Dienstleister. Als eine Art Generalunternehmer stellt der 4PL Leistungsbestandteile der Logistikkette kosten- und serviceoptimal zusammen.

## Vorteile für den Kunden
Über die klassische 3PL-Dienstleistung hinaus greift die 4PL, unabhängig von eigenen Ressourcen, auf Best-in-class Lösungen zurück, die auf den Kundenbedarf abgestimmt zusammengestellt werden. Der Kunde kommt somit ohne Kompromisslösungen und Einschränkungen aufgrund starrer Dienstleisterstrukturen aus. Transporteure, Spediteure und Kontraktlogistiker verfügen in der Regel über eigene Ressourcen (Fuhrpark, Lagerflächen etc.), deren Auslastung logisches Ziel ist. 4PL-Dienstleister sind frei von derartigen Zwängen und wählen je nach Anforderung die am besten geeigneten Maßnahmen aus, um daraus ein Paket für den Kunden zu schnüren. Die Arbeit als Dienstleister für viele Kunden ermöglicht dabei einen breiteren Überblick über die Märkte und einen sehr guten Stand beim Einkauf logistischer Leistungen.

## Beispiele aus der Praxis
In der Praxis hat sich der 4PL als externer Dienstleister zunächst eher selten durchgesetzt, da potentielle Auftraggeber seine Aufgaben als eine ihre Kernkompetenzen gefährdende Tätigkeit betrachten und somit sich von unerwünschter Weitergabe betriebsinternen Wissen bedroht sehen. 
Am Markt finden sich gegenwärtig im Wesentlichen drei Gruppen von Angeboten, die dem 4PL-Gedanken entsprechen: Ein 4PL sollte ein ganzheitliches, integriertes Supply-Chain-Prozess-Management anbieten, aus dem der Kunde die gewünschten Leistungsumfänge modular auswählen kann.

### 3PL-Dienstleister mit einem 4PL-Angebot (Lead Logistics Provider)
3PL-Anbieter haben gute Grundvoraussetzungen für das Angebot von 4PL-Dienstleistungen und treten als Lead Logistics Provider (LLP) am Markt auf. Oft haben die Kunden jedoch Zweifel an der Neutralität, da das Hauptgeschäft durch Nutzung eigener Assets erzielt wird. Dies stellt den LLP oft vor eine nur schwer lösbare Aufgabe: Er muss nachweisen, dass seine Leistung die kosten- und leistungsbeste Operation ist.

### Interne 4PL-Dienstleister ohne Assets/Ressourcen
Der interne 4PL-Anbieter, wie er sich beispielsweise im Handel und in der Konsumgüterindustrie in den letzten Jahren entwickelt hat, verfügt im Gegensatz zu einem LLP über die notwendige Neutralität. Die Entscheidung zwischen der internen Erbringung und der Fremdvergabe fällt unter der Abwägung, ob es sich für das Unternehmen um eine Kernkompetenz handelt und ob somit der Aufwand für eine interne 4PL-Lösung zu rechtfertigen ist.
Beispielhaft sei hier der „interne 4PL“ MGL der Metro AG genannt, dessen Konzept der Beschaffungslogistik 2002 mit dem Deutschen Logistik-Preis ausgezeichnet wurde.

### Externe 4PL-Dienstleister ohne Assets/Ressourcen
Die Kernkompetenz des 4PL-Dienstleisters ohne eigene Assets liegt in der Integration, Planung und Steuerung der Logistikprozesse des Kunden. Der junge Markt ist noch sehr zersplittert. Ist allerdings die Hürde eines erschwerten Auswahlprozesses erst einmal genommen, ist der Deckungsgrad mit den Anforderungen im Vergleich zu den zwei Alternativen oft am höchsten.